# Gerhard Trampusch
Gerhard Trampusch (Hall in Tirol, 11 agosto 1978) è un ex ciclista su strada austriaco, professionista dal 2000 al 2011.

## Carriera
Promettente Under-23, nel 1999 raccoglie risultati di spessore, fra cui spiccano i quarti posti ai Campionati europei e nelle classifiche generali del Tour de l'Avenir ed dell'Österreich-Rundfahrt, che gli permettono di arrivare al professionismo, prima come stagista nella Gerolsteiner e poi con un contratto nel Team Deutsche Telekom.
Con la formazione tedesca rimane per due stagioni, svolge prevalentemente il ruolo di gregario e non ottiene vittorie, tuttavia si piazza quarto al Grand Prix du Midi Libre 2000 e viene selezionato per partecipare ai Campionati del mondo sia nel 2000 che nel 2001.
Nel 2002 passa alla Mapei, con la quale partecipa al Tour de France portandolo a termine; in questa stagione però è in Italia che raccoglie i migliori piazzamenti sia in primavera con il quarto posto alla Settimana Internazionale di Coppi e Bartali, il quinto al Giro dell'Appennino ed il nono al Giro del Trentino, sia in autunno, piazzato sesto a Milano-Torino e Giro del Piemonte.
Nel 2003 torna alla Gerolsteiner, con la quale prende parte al Giro d'Italia correndo in appoggio al capitano Georg Totschnig; ottiene comunque anche alcuni piazzamenti nei primi dieci di tappa nell'undicesima frazione, con arrivo a Cesena, e nella tredicesima, la lunga cronometo di Trieste; il suo miglior risultato di stagione sarà il secondo posto alla UNIQA Classic, una breve corsa a tappe austriaca, dietro Roger Hammond.
Nel 2004 viene ingaggiato dalla Acqua & Sapone, incentrando la stagione al Giro d'Italia: dopo un buon avvicinamento coronato dal sesto posto al Giro del Trentino, nella "corsa rosa" ottiene buone prestazioni ed alcuni piazzamenti degni di nota fra cui spicca il quarto posto nel prologo di Genova; viene convocato dalla nazionale austriaca sia per partecipare ai Giochi olimpici di Atene che ai mondiali.
Nel 2005 e nel 2006 corre per una formazione tedesca, la Akud-Arnolds Sicherheit poi divenuta Team Wiesenhof, con la quale otterrà i suoi unici due successi da professionista, una tappa all'Österreich-Rundfahrt 2006, concluso peraltro al terzo posto, e una frazione del Bayern-Rundfahrt; nel 2005 ottiene anche il secondo posto ai campionati austriaci dietro a Gerrit Glomser.
Dal 2007 al 2011 corre invece per formazioni minori austriache senza più riuscire a cogliere risultati importanti.

## Palmares
- 1999 (Elite-2, due vittorie)

Wien-Lassnitzhöhe
Campionati austriaci, Prova in salita
- 2005 (Akud-Arnolds Sicherheit, una vittoria)

4ª tappa Österreich-Rundfahrt (Kitzbühel > Kitzbühel, cronoscalata)
- 2006 (Team Wiesenhof, una vittoria)

2ª tappa Bayern-Rundfahrt (Starnberg > Grassau)

### Altri successi
- 1999 (Elite-2)

Classifica a punti Tour de l'Avenir

## Piazzamenti

### Grandi Giri
- Giro d'Italia

2003: 41º
2004: 26º
- Tour de France

2002: 63º

### Classiche monumento
- Giro di Lombardia

2002: 21º

### Competizioni mondiali
- Campionati del mondo

Verona 1999 - In linea Under-23: 23º
Plouay 2000 - In linea Elite: 75º
Lisbona 2001 - In linea Elite: ritirato
Hamilton 2003 - In linea Elite: 101º
Verona 2004 - In linea Elite: ritirato
Mendrisio 2009 - In linea Elite: 102º
- Giochi olimpici

Atene 2004 - In linea: 30º

### Competizioni continentali
- Campionati europei

Lisbona 1999 - In linea Under-23: 4º
- UCI Europe Tour

2005: 116º
2006: 142º
2007: 782º
2008: 612º